# 内藤るな
内藤 るな（ないとう るな、2000年12月23日- ）は、日本のアイドル、歌手、タレント、俳優であり、女性アイドルグループLumiUnion（旧 浪江女子発組合）のメンバー。元B.O.L.T、元ロッカジャポニカ、元3B junior、元みにちあ☆ベアーズ。東京都出身。スターダストプロモーション所属。

## 来歴
※グループとしての活動はそれぞれのクループ（LumiUnion（旧 浪江女子発組合）、B.O.L.T、ロッカジャポニカ、3B Junior、みにちあ☆ベアーズ）のページも参照

### 2008年
- 小学校1年生の終わり頃にスカウトされ、スターダストプロモーションに所属[1][2][3][4]。

### 2010年
- 春、みにちあ☆ベアーズに加入。

### 2014年
- 3月9日　みにちあ☆ベアーズが解散。
- 11月1日　3B juniorに加入。

### 2016年
- 1月27日　ロッカジャポニカとして1stシングル「ワールドピース」を発売しメジャーデビュー。

### 2019年
- 4月29日　ロッカジャポニカ活動終了。
- 『ベストカー7月10日号』（2019年6月10日発売）「行くぜっ！ 川上モータース」のコーナーに登場[5]。
- 7月15日「EVIL LINE RECORDS 5th Anniversary FES. "EVIL A LIVE2019" 」にて、ロッカジャポニカのメンバーであった高井千帆、平瀬美里に加えて新たに白浜あや、青山菜花と共に結成されたB.O.L.T(ボルト)のメンバーとして活動を開始[6]。
- 7月16日 Instagram個人アカウント[7]を開設。
- 8月17日 - 26日 東京・明治座で行われる「ももクロ一座特別公演」に出演[8]。
- 11月24日 「浪江女子発組合」のメンバーとして「復興なみえ町十日市祭」のステージに出演[9]。  以降、浪江女子発組合の活動も行う[10]。

### 2020年
- 7月15日 B.O.L.Tとして1stアルバム「POP」を発売しメジャーデビューする。
- 12月22日 セルフプロデュース公演「Luna FESTIVAL」（会場：恵比寿ザ・ガーデンルーム）を3部制で開催[11][12]。

### 2021年
- 5月31日 自身の一週間をLINEで報告するレギュラーコーナー「今週の内藤るな」がある、TEAM SHACHI大黒柚姫とSCRAP瀬戸口俊介のYouTube生配信番組「柚姫の部屋」に出演。『先週の放送で「今週の内藤るな」を送り忘れたB.O.L.Tの内藤るな氏が謝罪に来るそうでスペシャル！』が放送された[13]。
- 11月23日 Twitter個人アカウント[14]を開設。
- 12月23日 B.O.L.Tでのセルフプロデュース公演「Luna FESTIVAL 2021」（会場：KANDA SQUARE HALL）を開催[15]。

### 2022年
- 1月3日～4日 YouTube生配信番組「柚姫の部屋 新春超特大ロング生配信！キーワードはBBQ！部屋メン女子旅でお泊まり会！瀬戸口もいますスペシャル！」に出演[16][17]。
- 3月3日 interfmの特番「おんがくひなまつり」にて初のソロDJ番組「DJ Luna Night～ Radio」がオンエアされた[18]。
- 5月5日 超特急・ユーキがプロデュースするオンラインショップ『Careless Monster』にモデルとして登場[19][20]。
- 11月3日 - 7日 YouTubeチャンネル「やかんとアイドル」にて内藤るな編が配信された[21]。 なお、番組初期はオープニングのナレーションも担当していた。
- 11月14日・15日 YouTubeチャンネル「やかんとアイドル」にて「希山愛×内藤るなサウナの中で、ポカポカ対談」が公開された[22][23]。
- 12月23日 B.O.L.Tでのセルフプロデュース公演「Luna FESTIVAL 2022」（会場：YOKOHAMA Bay Hall）を開催。ターンテーブルを使用したDJパフォーマンスを披露した[24]。

### 2023年
- 4月15日 B.O.L.Tラストライブ「B.O.L.T The LAST」をもってB.O.L.Tが解散[25]。
- 4月25日 YouTube生配信番組『柚姫の部屋 第197回』に出演[26]。
- 5月5日 毎週金曜日昼12時からTikTok LIVEでの生配信「るなんちたいむ」がスタート[27]。
- 5月21日 佐々木彩夏ソロコンサート「AYAKA NATION 2023 in YOKOHAMA Arena ～FRIENDS～」（会場：横浜アリーナ）に出演[28]。
- 5月22日 YouTube生配信番組『柚姫の部屋 第201回』に出演[29]。
- 6月3日 「柚姫の部屋フェス2023」（会場：Zepp Shinjuku）の1部に「ル・マイグロ（内藤るな and 春名真依 with 大黒柚姫）」のメンバーとして出演[30]。（「ル・マイグロ」では「ル・ナイトウ」名義） また、2部では開演前にはチャットモンチーの「風吹けば恋」を歌唱し、本編では柚姫の部屋「準レギュラーの1個上」として大黒柚姫・瀬戸口俊介とともにMCで出演した。
- 6月6日 「東京やかんランド vol.2」（会場：原宿RUIDO）に出演。
- 6月26日 YouTube生配信番組『柚姫の部屋 第206回』に出演。これより月一レギュラーとして毎月第4月曜に出演することになった[31]。
- 7月3日 - 6日 YouTubeチャンネル「やかんとアイドル」にてC;ONの絹井愛佳とのゲーム企画が配信された[32][33][34][35]。
- 7月9日 大黒柚姫生誕イベント「ユズキのラブソング～私が誰より1番♡～」にサプライズ出演[36]。
- 7月23日 グッズ販売＆特典会イベントをカフェ ルビーオン青山にて開催[37]。
- 8月20日 スターダストプロモーション・デジタルエンターテイメント所属タレントが総出演するイベント「超DEフェス2023」（会場：RED°TOKYO TOWER）に出演[38]。
- 9月6日 東京やかんランド vol.3「鶯谷のばら」（会場：東京キネマ倶楽部）に出演。
- 10月29日 「スタプラアイドルフェスティバル ～秋の新曲収穫祭～」（会場：横浜アリーナ）に播磨かなとのユニット「KANA＆LUNA」として出演[39]。
- 11月3日 H.I.P主催による対バンライブ「GIG TAKAHASHI3」（会場：原宿RUIDO）に出演。
- 12月3日 生誕セルフプロデュース公演「LunaFESTIVAL 2023」（会場：SUPERNOVA KAWASAKI）を開催。1部は生バンド編成で、ギター演奏や作詞作曲した新曲「Reverse」を披露した。2部は「LunaFESTIVAL 2023 ～after party～」と題して、ゲストにCROWN POPの三田美吹と里菜を迎えた。
- 12月9日・22日 talkportにてオンライントーク会を開催。
- 12月17日 Task have Fun主催のツーマンライブ「DAY2 タスクフォースvol.7」（会場：東京キネマ倶楽部）1部に出演[40]。

### 2024年
- 1月21日 - 3月3日「H.I.P. presents GIG TAKAHASHI 3 ~tour 2024~」に出演予定。全国8箇所14公演行われる[41]。
- 5月25日 - 7月7日 自身初のソロツアー「Three-Luna style TOUR」を全国5箇所10公演開催。B.O.L.T時代に楽曲提供などで繋がりのあった愛はズボーン、Lucie,Tooなどをゲストに迎えた2マンツアーを実施。自身はDJ、ソロ、バンドという3形態でのライブを行った。7月7日の東京ファイナルで出演予定だったЯeaLのVo.Ryokoが体調不良により、急遽"お客さんと内藤るなの2マンライブ"に変更となった。後日原宿RUIDOにて、追加公演が実施されЯeaLとの2マンライブが実施された。(O.A ロケットボーイズ)
- 12月21日 5回目となる生誕セルフプロデュース公演「LunaFESTIVAL 2024」（会場：SUPERNOVA KAWASAKI）を開催。今回は両部バンドセットで、1部にはTEAM SHACHIをゲストに迎え2マンライブ、2部はワンマンライブという形式で開催。チケットは両部完売。ソロになってから自作した「Reverse」を昨年に続きバンドアレンジで披露した。

## 人物
- ニックネームは「るんるんぱんぱん」または略して「るんぱん」。本人が「"るんるん"して"ぱんぱん"している(＝元気)」ことが由来。名付け親は塚本颯来[42]。
- 名前の「るな」は月が由来なので、英語表記は「Runa」ではなく「Luna」とLを用いるのが正式。由来は異なるがニックネームも英語表記はLを使って「Lun-Pan」となる[43]。
- 服装のセンスには定評があり、ロッカジャポニカのイベントやB.O.L.Tのライブでは衣装をプロデュースしたこともあった[44][45]。
- Instagramがおしゃれだと定評があり、スタプラメンバーからは「インスタシンデレラ」と評されている[46]。 テレビ・ラジオ・配信やフェスなどにゲスト出演した際は、「捨て垢でもいいからフォローお願いします」と宣伝することが定番となっている。また、Twitterの面白さにも定評があり、ジブリ映画や、自信のラジオ番組の放送の際に実況ツイートをすることもある。
- 身長はスターダストプロモーションの公式サイトで長ネギ3本分と以前は表記されていて、正確な身長は非公開だった。但し、長ネギの平均身長は50cmであり、3本分=150cmは越えていないと自身で発言(2018年6月1日時点)[47]。EVIL LINE RECORDSのロッカジャポニカ公式サイトでは147cmとなっていた[48]。B.O.L.Tのプロフィールからは身長がなくなったが、その後も長ネギ3本分と自己紹介していた。Careless Monsterにモデルとして掲載されている身長は149cmとなっていた[20]。B.O.L.T解散後、スターダストプロモーション公式プロフィールでは150cmとなった。

- スターダスト加入以前は、所属していたダンススクールを通じてアーティストのバックダンサーを行ったり[49] テレビや雑誌などへの出演したこもとあった。
- みにちあ☆ベアーズではリーダーも務めた。
- 3B junior・ロッカジャポニカ時代の二つ名は「今地球で会える宇宙人」だった。3B juniorのマジェスティックセブンお披露目時に、セリフの多い宇宙人役を担当したことがきっかけ。ぼーっとすることが多い為、「宇宙と交信してる？」と言われることもある[49]。
- ロッカジャポニカの旧メンバー内山あみと「うっちーず。」という非公式コンビを組んでいた。
- ライブでは煽り担当。自らMIX等を打つこともある。

- 霊が見えるとのことで、ライブ中に袖でおじさんがずっと見ていて気になりライブに集中できなかったと語り、メンバーを恐怖に陥れている。
- 特技は妄想であるが、世界観が独特過ぎて理解の範囲を超えることもしばしばある。
- 意図せず顔がニヤニヤしてしまう癖があり、学校の先生に怒られている時に笑っていると勘違いされ、更に怒られたことがある。
- 好きな食べ物は肉、フルーツ、お味噌、タピオカ。嫌いな食べ物はトマト。外国の食べ物が好きで、特に色味の強いお菓子を好み、ナーズが大好きという[50]。 好きな食べ物として着色料と答えることもしばしばある。
- 好きな飲み物はレッドブル、ドクターペッパー。特にレッドブルはステージドリンクにするほどである。
- 好きな車は日産・フェアレディZ[51]、シボレー・カマロ[43]。
- サウナ暦50年の父の影響で以前よりサウナにはまっていて、時間さえあればサウナに通っているほどである。セルフプロデュース公演の2021年生誕ライブではサウナをテーマにして、サウナパート・水風呂パート・ととのうパート・サ飯パートの4つのブロックから構成されるライブを披露した。さらに衣装は館内着をイメージし、ステージドリンクは「オロポ」、将来自分で開業したら付けたい名前「スパ極楽天国」を公演名に含めるなどの徹底ぶりだった[52][53]。

- 好きなアイドルは私立恵比寿中学で、いちファンとしても頻繁にライブに訪れている。
  - 私立恵比寿中学をインディーズ時代から応援。廣田あいかを推しており、お互いにTOを認め合うほどの熱量を持ち[54]、廣田の卒業後も交流がある。
  - 私立恵比寿中学の梅ツアーファイナル(2013年1月20日)を見に行ったところ、偶然、後に同じロッカジャポニカのメンバーとなる椎名るか、高井千帆、平瀬美里も来ていた。（但し、気づいたのは後日）
  - 小学生の時、私立恵比寿中学のライブに行く度に理事長（2019年5月2日時点スターダストプロモーション代表取締役社長、理事長は愛称）が関係者席へ案内してくれていたことから、理事長へ特別な好意を抱いていた[55]。
- ももいろクローバーZの推しは高城れに。
- キャリアの長さから、ももクロと共演することがあると「じつは高城れにより社歴が長い」などとイジられることが定番になっている[2][1]。
- スターダストプロモーション所属以外のアイドルも好きで、ファン目線の気持ちも理解できることからロッカジャポニカでは自身が考えた企画をイベントで行っていた。
- K-POPやアメリカの歌手や女優も好きで、将来の夢は「お騒がせセレブ」になることとも言っている[17]。
- NetflixやAmazon Prime Videoでアメリカや韓国のドラマ、映画などを見ることが好きである[17]。
- ジブリアニメが好きで、特に千と千尋の神隠しのハクが好きである。

- B.O.L.Tの1stシングル「Don't Blink」のMVについて「予想がつかないくらいすごいMVになるのではないかと思っているので、何回も何回も見ていただきたいですし、見るときは“まばたきせずに”最後まで見てください！」とコメントしている[56]。

## 出演
※グループとしての出演はそれぞれのクループ（B.O.L.T、浪江女子発組合、ロッカジャポニカ、3B Junior、みにちあ☆ベアーズ）のページを参照

### 映画
- 悪夢ちゃん The夢ovie（2014年5月公開） - 伊澤佳奈穂 役

### TV
- 悪夢ちゃん（2012年10月13日～12月22日、日本テレビ） - 伊澤佳奈穂 役
- キャサリン三世（2013年3月12日、フジテレビ）[57]
- 清塚信也のガチンコ3B junior（フジテレビNEXT）
- コアラモード.小幡康裕のガチンコスターダストプラネット（フジテレビNEXT）
- ドラマW 父と息子の地下アイドル（2020年2月23日、WOWOW）[58]
- コタローは1人暮らし（2021年6月5日、テレビ朝日）- みるく役
- 関内エビル（2021年10月8日、テレビ神奈川）
- じゃない方の彼女（2021年10月18日 10月25日、テレビ東京系列） - 第2話 第3話 学生役[59]
- 全力坂（2022年6月7日、6月30日、テレビ朝日）[60]
- しおこうじ玉井詩織×坂崎幸之助のももいろフォーク村NEXT（2023年6月1日、9月5日、フジテレビNEXT）

### 舞台
- ももクロ一座特別公演（2019年8月17日～26日）
- 東京やかんランド vol.2（2023年6月6日）
- 東京やかんランド vol.3「鶯谷のばら」（2023年9月6日）

### CM
- 「日本マクドナルド ハッピーセット」（2008年11月～2009年1月）
- 「積水ハウス 2009おひさまハイムキャンペーン」 （2009年4月24日～）
- 「カラオケJOYSOUND Wii｣（2009年）
- 「積水ハウス 子供の世界篇」（2013年3月23日～2014年9月22日）[61]

### ラジオ
- FM NACK5「ラジオのアナ〜ラジアナ（火）」2019年4月16日
- ニッポン放送「ミューコミプラス」2019年10月2日
- 下北FM「DJ Tomoaki's Radio Show!」2020年5月7日、12月24日、2022年4月21日
- あなたにハッピー・メロディ（2022年1月18日、ニッポン放送系列）
- DJ Luna Night~ Radio（2022年3月3日、interfm）[62]
- らじいしワイド764水曜日～水曜アイドル石巻～（2022年6月15日、8月18日、ラジオ石巻）
- 伊織もえのチューチューチューズデー（2022年8月16日、interfm）[63]

### 書籍・雑誌・新聞
- We Can☆Smile 2009年9月号（2009年8月8日発売）
- 小学三年生 6月号（2011年04月30日発売）
- De☆View（2012年12月29日発売）[64]
- ベストカー 7月10日号（2019年6月10日発売）[5]
- 夕刊フジ（2020年11月19日発売）[65]

### インターネットテレビ／ライブ動画配信
- 川上アキラの人のふんどしでひとりふんどし（テレ朝動画）
- Musée du ももクロ（2021年8月26日、9月2日、テレ朝動画）[66][67]
- 柚姫の部屋（2020年5月11日、5月25日、9月14日、11月9日、12月14日、12月28日、2021年3月8日、5月3日、5月31日、9月20日、10月18日、2022年1月3日、1月10日、5月9日、12月12日、2023年4月24日、5月22日、7月9日、YouTube） - 大黒柚姫へLINEで送った近況を読んでもらう「今週の内藤るな」というレギュラーコーナーがあり、また「準レギュラーの1個上」という扱いとなっている。2023年6月26日より毎月最終週に出演のレギュラー（準レギュラーの1個上）となった。
- 矢口真里の火曜The NIGHT #292（2022年9月21日、ABEMA SPECIALチャンネル）[68]
- SHAKE UP WALLOP 火曜日（2022年11月8日、12月6日、2023年1月24日、6月20日・27日・7月4日・25日、9月19日、10月3日、11月21日、ワロップ放送局）
- Lunanch Time（るなんちたいむ） - 内藤るなが規定金額以内で購入した昼食を食べながらトークやゲームを行う生配信番組。毎週金曜日の昼12時よりTikTok Liveとスタコミュにて配信中。

### WEB
- おっかけ！3B junior 内藤るな（2016年10月24日）
- 3B junior 原色図鑑 zero 内藤るな（2016年11月7日）
- おっかけ！3B junior 内藤るな（2018年6月10日）
- 3B junior原色図鑑 zero 内藤るな（2018年9月28日）
- おっかけ！3B junior －番外編－ 内藤るな（2019年1月27日）
- 「ここから、内藤るな」（2019年4月28日）

## 作品
※グループとしての出演はそれぞれのクループ（LumiUnion（旧 浪江女子発組合）、B.O.L.T、ロッカジャポニカ、3B Junior、みにちあ☆ベアーズ）のページを参照

### オリジナル曲
| 発表年 | タイトル   | 作者                             | 備考                                                                          |
| ------ | ---------- | -------------------------------- | ----------------------------------------------------------------------------- |
| 2018年 | SUPER STAR | 作詞：NaNa★MUSiC 作曲・編曲：D&H | 2018年12月12日発売のロッカジャポニカ 5thシングル「MUGEN」（内藤るな盤）に収録 |
| 2023年 | Reverse    | 作詞・作曲：内藤るな             |                                                                               |

### その他の参加作品
- 「竜人くんが大好きです♡」（イヤホンズ×内藤るな・高井千帆・平瀬美里（ex.ロッカジャポニカ）×清竜人）[70]
- 「ももクロ一座特別公演」Blu-ray[71]
- 「あーりんはあーりん♡」（佐々木彩夏） - 曲中のあーりんへの掛け声に参加